# Люссан, Жан д’Одибер
Жан д’Одибер (фр. Jean d'Audibert; ок. 1627 — февраль1712), граф де Люссан — французский придворный.

## Биография
Сын генерала Жака д’Одибера, графа де Люссана, и Жанны де Гримоар де Бовуар дю Рур.
Барон де Вальрос, сеньор де Сент-Андре, Сен-Марсель, и прочее.
Первый дворянин Палаты принца Конде. Кузен Великого Конде (у них был общий прапрадед), спас принцу жизнь в августе 1674 в битве при Сенефе.
31 декабря был пожалован Людовиком XIV в рыцари орденов короля.
В 1707 году состоялся судебный процесс между Люссанами и герцогом де Сен-Симоном по поводу наследства. Граф де Люссан, по словам Сен-Симона, «человек в высшей степени светский, во все времена служивший Месье Принцу, отцу и сыну, и удостоенный Ордена Святого Духа за героический поступок (…), в ту пору был уже очень стар, глух и почти слеп, а потому предоставлял все на усмотрение жены».
Сен-Симон, в частности, оспаривал родство Люссанов с домом Конде, но проиграл дело, по его словам, из-за подлогов со стороны графини де Люссан и сговора между ней и президентом Парламента.

## Семья
Жена (контракт 26.03.1674): Мари-Франсуаза де Реймон де Бриньон (ум. 8.10.1716), единственная дочь и наследница Анри де Раймона, сеньора де Бриньон, де Санильяк и де Розьер, и Маргерит де Брюес де Сен-Шат. По словам Сен-Симона, «это была особа высокого роста, но весьма скромного 
происхождения, (…) хитрая, изворотливая, смелая, дерзкая, предприимчивая, изобретательная в интригах, сумевшая вытянуть от отеля Конде все, что только можно; она так усердно угождала мадам дю Мэн, что сумела выдать свою единственную дочь за герцога Олбемарла, второго бастарда короля Якова II, и буквально дневала и ночевала в Со»
Дочь:
- Мари-Габриель (1675—11.05.1741, Сен-Жермен-ан-Ле). Муж 1) (20.07.1700): Генри Фитцджеймс (1673—1702), герцог Олбемарла, генерал-лейтенант морских армий; 2) (1702): Дермот (Джеремайя) О'Махони (ум. ок. 1707), подполковник Лимерикского полка на французской службе, брат генерал-лейтенанта Дэниела О'Махони, героя Кремонской битвы; 3) (12.03.1707): Джон Драммонд (1682—1754), 2-й герцог Мелфорта, генерал-лейтенант принца Карла Эдуарда Стюарта в 1745 году. Сен-Симон пишет об этой особе: «новая герцогиня слыла богатой, но оказалось, что у них ничего нет. Пользуясь высоким покровительством, она осмелилась вести себя как принцесса крови (и никак нельзя сказать, что в этом она следовала примеру герцога Бервика), что, однако, продолжалось недолго. Вскоре она овдовела, детей у нее не было, и позже она вновь вышла замуж за Махони, ирландского генерал-лейтенанта, который так отличился при освобождении подвергшейся внезапному нападению Кремоны (…). Брак этот держался в тайне, ибо она желала сохранить звание и ранг герцогини. Она жила в полной безвестности, очень нуждалась и умерла лишь недавно»[6]